# Orde van Trouw en Moed
De Orde van Trouw en Moed werd op 23 september 1944 door de Chinese president Chiang Kai-Shek ingesteld als beloning voor dapperheid in de strijd. Deze ridderorde kent één enkele graad; "Lint" genoemd.
Toen in 1949 de verslagen Chinese regering naar Taiwan vluchtte bleef deze onderscheiding daar deel uitmaken van het decoratiestelsel van de Republiek China. De in Peking residerende regering van de Volksrepubliek China verleent deze onderscheiding niet. 